# Hardtwaldstadion
Le Hartwaldstadion, ou BWT-Stadion am Hartwald pour des raisons de parrainage, est un stade de football allemand situé à Sandhausen. Il est le stade du SV Sandhausen. Sa capacité est de 15 414 places.

## Histoire
Le stade est ouvert en 1951, à l'époque il n'y avait qu'un terrain en sable, une pelouse est installée une dizaine d'années plus tard. En 2007, on construit une tribune couverte. L'éclairage pour les matchs en nocturne est mis en place pour la saison 2001-2002. En 2008, le stade doit se conformer aux exigences de la troisième division allemande, avec une tribune provisoire de 2 500 places en plus et l'installation d'un écran vidéo. Avec la montée du SV Sandhausen en deuxième Bundesliga en 2012, il fallut rajouter des tribunes pour amener la capacité à 12 100 places.
Comme le club a réussi à se maintenir en 2.Bundesliga pour la saison 2013-2014, d'autres travaux sont entrepris pour augmenter la capacité à 15 300 places. D'autres améliorations suivront en 2014 puis en 2016 pour porter la capacité à 15 414 places.
Le Hartwalstadion sert également aux matchs internationaux des équipes jeunes, l'équipe nationale féminine y a disputé en 2015 un match de qualification pour le championnat d'Europe contre la Turquie.
Lors de la Coupe du monde de football 2006, le stade a servi de terrain d'entrainement à l'équipe du Costa Rica.

## Anecdote
Le 27 août 1995, le SV Sandhausen bat dans son stade, en Coupe d'Allemagne, le VfB Stuttgart aux tirs au but, 13 à 12, la séance de penalties la plus longue dans cette compétition.

## Note et référence
1. ↑  (de) « EM-Qualifikation der Frauen, 2015/2016, Gruppe 5 », sur dfb.de (consulté le 1er juillet 2022).